# 十里河 (御河)
十里河，古称武周川水，位于中华人民共和国山西省北部，是御河右岸支流，发源于左云县马道头乡曹家堡村，蜿蜒向北流经十里河水库，在县城云兴镇西北转东流，经张家场乡、大同市云冈区四台沟街道、高山镇、姜家湾街道、云冈镇、晋华宫街道，过青磁窑街道等地，在平城区马军营乡小站村转东南流，成为云冈区与平城区之间的界河，流经大同市区西南郊，于云冈区西韩岭乡北村东北汇入御河。河流全长89.3千米，流域面积1228.4平方千米，河道纵坡4.4，年均径流量0.41亿立方米。十里河流域内植被差，水土流失严重。河床泥沙淤积较重。上游和下游为游荡型河床，稳定性差，中游为基岩河床，较稳定。流域内易发生旱灾。流域内矿产资源丰富，受采矿、工业影响，水质污染较重。历史上的武周川水流域是华北地区通往蒙古高原和西域的交通要道。著名的云冈石窟位于中游云冈镇十里河北岸。